# اچ‌ام‌اس آنروفلد (پی۴۶)
اچ‌ام‌اس آنروفلد (پی۴۶) (به انگلیسی: HMS Unruffled (P46)) یک زیردریایی بود که طول آن ۵۸٫۲۲ متر (۱۹۱٫۰ فوت) بود. این زیردریایی در سال ۱۹۴۱ ساخته شد.